# Foktő
Foktő is een plaats (község) en gemeente in het Hongaarse comitaat Bács-Kiskun. Foktő telt 1696 inwoners (2005).